# Acantheremus granulatus
Acantheremus granulatus är en insektsart som beskrevs av Heinrich Hugo Karny 1907. Acantheremus granulatus ingår i släktet Acantheremus och familjen vårtbitare. Inga underarter finns listade i Catalogue of Life.